# Antonio Ramos Martín
Antonio Ramos Martín (1885-1970) fue un dramaturgo español.

## Biografía
Nació en 1885. Madrileño, era hijo de Miguel Ramos Carrión. Estudió Filosofía y Letras en la Universidad Central y estrenó obras desde 1905, en colaboración con su padre. En palabras de Cejador y Frauca: «tiene grandes cualidades dramáticas, saca de la realidad cuanto lleva a las tablas, tipos vivos y diálogo animado; sino que se ciñe á lo tradicional, el género de su padre, ó por falta de fuerza creadora ó por gusto estético. Debiera buscar alguna mayor originalidad». Falleció en 1970.